# Can Peret (la Cellera de Ter)
Can Peret és una casa de la Cellera de Ter (Selva) inclosa a l'Inventari del Patrimoni Arquitectònic de Catalunya.

## Descripció
Edifici de tres plantes i golfes entre mitgeres, de dues crugies i cobert amb doble vessant a façana. La casa té la planta rectangular i respon a la tipologia de casa medieval transformada.
La planta baixa consta de dues obertures, una finestra rectangular d'obra amb decoració i protecció d'enreixat de ferro forjat i un portal adovellat de mig punt i sense debastar tant en l'arc, de blocs petits, com en els muntants, de blocs grans.
El primer pis té dues finestres balconades. Els balcons són senzills, poc emergents i amb decoració de formes cargolades a la part inferior.
El segon pis està ocupat per dues finestres petites i les golfes o badiu per dues grans finestres d'arc de mig punt amb impostes de guix remarcades. El ràfec és simple, format per una filera de teula girada i una canalera de recollida d'aigües que el travessa.

## Història
L'interès d'aquest habitatge, més que qualsevol excepcionalitat constructiva, és l'exemplificació d'un tipus de transformació arquitectònica del segle xix que incorporava, a voltes, més pisos i obertures balconades i mantenia o refeia els accessos de mig punt adovellats i els badius, que generalment tenien la funció d'assecat.